# Adelocosa anops
Adelocosa anops är en spindelart som beskrevs av Willis J. Gertsch 1973. Adelocosa anops ingår i släktet Adelocosa och familjen vargspindlar. IUCN kategoriserar arten globalt som starkt hotad. Inga underarter finns listade i Catalogue of Life.

## Bildgalleri

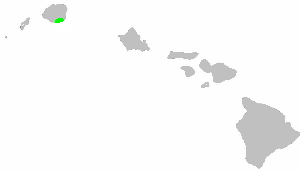